# Syreeta Wright
Syreeta Wright (Pittsburgh, 3 agosto 1946 – Los Angeles, 6 luglio 2004) è stata una cantante e paroliera statunitense, nota per i suoi lavori con l'ex marito Stevie Wonder e con Billy Preston.
Fu l'interprete del noto brano With You I'm Born Again, cantato in duetto con Billy Preston, uscito nel 1979 e che fece parte della colonna sonora del film Fast Break diretto da  Jack Smight. Una cover del 2005 per la televisione VH1 vide come interpreti Mariah Carey e John Legend; l'altra versione appartiene alla serie tv Glee fra i Duets di Rachel Berry (Lea Michele) con Finn Hudson (Cory Monteith).
Durante il turbinoso matrimonio con Stevie era sorta la canzone You Are The Sunshine Of My Life a lei dedicata.

## Discografia

### Album in studio
- 1972 - Syreeta
- 1974 - Stevie Wonder Presents: Syreeta
- 1977 - One to One
- 1977 - Rich Love, Poor Love
- 1979 - Late at Night
- 1980 - Syreeta
- 1981 - Set My Love In Motion
- 1981 - Billy Preston & Syreeta
- 1983 - The Spell
- 1990 - With You I'm Born Again

### Raccolte
- 1981 - The Best Of Syreeta
- 1981 - Billy Preston & Syreeta
- 1982 - With You I'm Born Again (Contigo He Vuelto A Nacer)
- 1982 - The Most Beautiful Songs
- 1982 - What Is Love
- 2001 - The Essential Syreeta
- 2004 - Syreeta / Stevie Wonder Presents Syreeta
- 2016 - The Rita Wright Years (Rare Motown 1967-1970)

### Singoli
- 1968 - I Can't Give Back the Love I Feel for You/Something On My Mind (come Rita Wright)
- 1972 - To Know You Is to Love You/Happiness
- 1972 - I Love Every Little Thing About You/Black Maybe
- 1974 - Come and Get This Stuff/Black Maybe
- 1974 - I'm Goin' Left/Heavy Day
- 1974 - Spinnin' and Spinnin'/Black Maybe
- 1975 - Your Kiss Is Sweet/How Many Days
- 1975 - Harmour Love/What Love Has Joined Together
- 1977 - Let's Make a Deal/Love To The Rescue
- 1979 - With You I'm Born Again/All I Wanted Was You
- 1979 - Go For It
- 1980 - One More Time For Love/Dance The Children
- 1980 - It Will Come in Time/All I Wanted Was You
- 1981 - You Set My Love in Motion
- 1981 - Can't Shake Your Love/Move It Do It
- 1982 - Quick Slick/You Set My Love in Motion